# VARIG-Flug 797
Auf dem VARIG-Flug 797 (Flugnummer: RG797) kam es am 3. Januar 1987 zum Flugunfall einer Boeing 707-320C der brasilianischen Fluggesellschaft VARIG. Die Maschine, die einen Flug vom Flughafen Abidjan zum Flughafen Rio de Janeiro-Galeão in Brasilien durchführen sollte, kehrte kurz nach dem Start zum Flughafen Abidjan zurück, woraufhin es bei mondloser Nacht zum Kontrollverlust und Absturz kam. Bei dem Unfall wurden 50 der 51 Personen an Bord der Maschine getötet, es gab nur einen Überlebenden. 
Bis zum Unfall auf dem Kenya-Airways-Flug 431 handelte es sich um den schwersten Flugunfall in der Elfenbeinküste.

## Flugzeug
Bei der verunglückten Maschine handelte es sich um eine Boeing 707-320C, die im Jahr 1968 im Werk von Boeing auf dem Boeing Field im US-Bundesstaat Washington als die 726. Boeing 707 aus laufender Produktion mit der Werksnummer 19822 endmontiert wurde. Der Erstflug der Maschine erfolgte am 28. Juni 1968, am 4. November 1968 wurde sie an die VARIG ausgeliefert, wo sie mit dem Luftfahrzeugkennzeichen PP-VJK in Betrieb ging. Das vierstrahlige Langstrecken-Schmalrumpfflugzeug war mit vier Mantelstromtriebwerken des Typs Pratt & Whitney JT3D-3B ausgestattet.

## Besatzung
Es befand sich eine zwölfköpfige Besatzung an Bord der Maschine, bestehend aus einem Flugkapitän, einem Ersten Offizier, einem Flugingenieur und neun Flugbegleiterinnen und Flugbegleitern. Der 38-jährige Flugkapitän Julio César Carneiro Corrêa verfügte über 11.000 Stunden Flugerfahrung, davon 1.198 mit der Boeing 707. Erster Offizier war Nélson Fontina de Figueiredo, Flugingenieur war Eugênio Cardoso.

## Passagiere
Den Linieninterkontinentalflug von Abidjan nach Rio de Janeiro hatten 39 Passagiere angetreten, diese stammten aus zwölf Ländern: 
| Staatsangehörigkeit    | Passagiere | Besatzung | Gesamt |
| ---------------------- | ---------- | --------- | ------ |
| Brasilien              | 10         | 12        | 22     |
| Israel                 | 2          | -         | 2      |
| Elfenbeinküste         | 13         | -         | 13     |
| Libanon                | 3          | -         | 3      |
| Frankreich             | 2          | -         | 2      |
| Deutschland            | 2          | -         | 2      |
| Senegal                | 2          | -         | 2      |
| Vereinigte Staaten     | 1          | -         | 1      |
| Vereinigtes Königreich | 1          | -         | 1      |
| Peru                   | 1          | -         | 1      |
| Chile                  | 1          | -         | 1      |
| Kamerun                | 1          | -         | 1      |
| Gesamt                 | 39         | 12        | 51     |

## Vor dem Flug
Mit der Boeing 707 PP-VJK wurde an diesem Tag der letzte vorgesehene Flug im Dienste der VARIG durchgeführt. Die Maschine war für einen Verkauf an die Brasilianische Luftwaffe vorgesehen, bei der sie als Frachtmaschine mit dem militärischen Luftfahrzeugkennzeichen FAB 2400 in Betrieb gehen sollte. Auf dem Flug nach Abidjan hatte die Besatzung eine Warnung über ein Feuer in Triebwerk Nr. 1 (links außen) erhalten. Techniker der Air Afrique, die die Maschine in Abidjan untersuchten, kamen zu dem Schluss, dass es sich hierbei um einen Fehlalarm gehandelt hatte.

## Unfallhergang
Etwa 20 Minuten nach dem Start vom Flughafen Abidjan ertönte das Warnsignal für einen Brand von Triebwerk Nr. 1 (links außen). Der Kapitän beschloss, zum Flughafen zurückzukehren, um das Triebwerk überprüfen zu lassen. Der Flugingenieur äußerte kurz darauf, dass die Treibstofftemperatur zu hoch sei. Das Triebwerk wurde daraufhin abgestellt. Während die Maschine sich im Sinkflug auf Abidjan befand, fügte der Flugingenieur hinzu, dass es ein Treibstoffleck gebe. Die Besatzung erhielt dann die Freigabe zum Anflug der ihr am nächsten gelegenen Landebahn 03. Trotz der dunklen, mondlosen Nacht herrschten gute Sichtverhältnisse. Der Kapitän bat um die Freigabe zur Landung auf Landebahn 21, da diese mit einem Instrumentenlandesystem angeflogen werden konnte. Für eine Landung auf Landebahn 21 musste nach dem Überfliegen des Drehfunkfeuers eine 270-Grad-Kurve geflogen werden. Die Besatzung beschloss, das Fahrwerk und die Auftriebshilfen erst nach dem Fliegen der Kurve auszufahren. Während des Kurvenflugs fiel die Fluggeschwindigkeit auf die Strömungsabrissgeschwindigkeit. Die Überziehwarnanlage aktivierte sich, außerdem ertönte die Warnung über einen zu hohen Rollwinkel. Der Kapitän, dem in der Dunkelheit keine äußeren Referenzpunkte zur Verfügung standen, erlitt eine räumliche Desorientierung. Die Maschine rollte um 90 Grad nach links und stürzte zu Boden. Sie schlug 18 Kilometer nordöstlich des Flughafens im dichten tropischen Regenwald auf und geriet in Brand.

## Opfer und Überlebender
Bei dem Unfall wurden 50 der 51 Insassen der Maschine getötet. Ursprünglich überlebten drei Passagiere den Unfall. Ein Opfer starb wenige Stunden nach dem Unfall. Ein britischer Fluggast starb nach vier Tagen. Der einzige Überlebende war damit der Professor der Universität der Elfenbeinküste, Neuba Yassoh, der Verbrennungen an 20 Prozent seiner Hautoberfläche erlitten hatte.